# Pro Patria et Libertate Sezione Calcio 1984-1985
Questa pagina raccoglie le informazioni riguardanti la Pro Patria et Libertate nelle competizioni ufficiali della stagione 1984-1985.

## Stagione
Nella stagione 1984-1985 la Pro Patria ha disputato il girone B del campionato di Serie C2, piazzandosi in tredicesima posizione con 33 punti in classifica. Il torneo è stato vinto con 45 punti dalla Virescit che ha ottenuto la promozione in Serie C1, al secondo posto si sono piazzate con 44 punti il Trento e l'Ospitaletto, dunque per decidere la seconda promossa si è reso necessario uno spareggio giocato a Mantova: Trento-Ospitaletto 5-4 dopo i calci di rigore (0-0 dopo i tempi supplementari). 
In casa bustocca è stato confermato l'allenatore Antonio Soncini, la squadra è stata molto rinnovata e l'andamento del campionato è stato deludente, tanto che a metà stagione Antonio Soncini viene sostituito da Roberto Melgrati che ha il merito di riuscire ad evitare il peggio, mantenendo la categoria. Miglior marcatore stagionale dei bustocchi è stato Roberto Labadini autore di 18 reti, 4 in Coppa Italia e 14 reti in campionato. Nella Coppa Italia di Serie C i tigrotti superano vincendolo il girone C di qualificazione, giocato prima del campionato, eliminando Legnano, Omegna e Rhodense. Poi nei sedicesimi di finale, a cavallo di gennaio e febbraio, disco rosso nel doppio confronto con la Pro Vercelli.

## Rosa
| N. |                   | Ruolo | Calciatore         |
| -- | ----------------- | ----- | ------------------ |
|    | Italia (bandiera) | C     | Alfredo Betz       |
|    | Italia (bandiera) | A     | Emiliano Boi       |
|    | Italia (bandiera) | C     | Alessandro Boni    |
|    | Italia (bandiera) | A     | Riccardo Bulgarani |
|    | Italia (bandiera) | C     | Fausto Carnio      |
|    | Italia (bandiera) | A     | Sergio Casilli     |
|    | Italia (bandiera) | D     | Guido Corradi      |
|    | Italia (bandiera) | P     | Fabio Ginelli      |
|    | Italia (bandiera) | C     | Marcello Grandi    |
|    | Italia (bandiera) | A     | Roberto Labadini   |
|    | Italia (bandiera) | C     | Roberto Lenarduzzi |

| N. |                   | Ruolo | Calciatore           |
| -- | ----------------- | ----- | -------------------- |
|    | Italia (bandiera) | C     | Lorenzo Martinelli   |
|    | Italia (bandiera) | P     | Gianni Mazza         |
|    | Italia (bandiera) | C     | Riccardo Monguzzi    |
|    | Italia (bandiera) | D     | Massimo Mottalini    |
|    | Italia (bandiera) | P     | Antonio Pagani       |
|    | Italia (bandiera) | A     | Angelo Paradiso      |
|    | Italia (bandiera) | C     | Pierluigi Piantanida |
|    | Italia (bandiera) | A     | Antonio Pistis       |
|    | Italia (bandiera) | D     | Vittorio Pocorobba   |
|    | Italia (bandiera) | D     | Riccardo Salati      |
|    | Italia (bandiera) | D     | Massimiliano Tumiati |

## Risultati

### Campionato

#### Girone di andata
| Venezia 23 settembre 1984 1ª giornata | Venezia             | 0 – 0 | Pro Patria | Stadio Pierluigi Penzo\| Arbitro: \| Satariano (Palermo) \| |
| Arbitro:                              | Satariano (Palermo) |       |            |                                                             |

| Arbitro: | Mellino (Crotone) |

|                            |           |              |
| Labadini 55’ Pocorobba 88’ | Marcatori | 30’ Frigerio |

| Arbitro: | Iori (Parma) |

|  |           |                     |
|  | Marcatori | 38’ (rig.) Labadini |

| Arbitro: | Giuriola (Rovigo) |

|              |           |  |
| Labadini 35’ | Marcatori |  |

| Arbitro: | Catania (Roma) |

|                                       |           |                          |
| Quagliaroli 23’ Sangiorgio 87’ (rig.) | Marcatori | 35’ Bulgarani 88’ Grandi |

| Arbitro: | Scalise (Bologna) |

|            |           |  |
| Zobbio 19’ | Marcatori |  |

| Arbitro: | Vasselli (Roma) |

|                                   |           |                                |
| Labadini 22’ (rig.) Bulgarani 73’ | Marcatori | 78’ (aut.) Mottalini 83’ Volpi |

| Omegna 11 novembre 1984 8ª giornata | Omegna         | 0 – 0 | Pro Patria | Stadio della Liberazione\| Arbitro: \| Fiaschi (Pisa) \| |
| Arbitro:                            | Fiaschi (Pisa) |       |            |                                                          |

| Busto Arsizio 18 novembre 1984 9ª giornata | Pro Patria        | 0 – 0 | Montebelluna | Stadio Carlo Speroni\| Arbitro: \| Gargiulo (Napoli) \| |
| Arbitro:                                   | Gargiulo (Napoli) |       |              |                                                         |

| Arbitro: | Perdonò (Foggia) |

|            |           |  |
| Lunghi 59’ | Marcatori |  |

| Arbitro: | De Santis (Treviso) |

|                       |           |                |
| Betz 13’ Labadini 78’ | Marcatori | 85’, 89’ Mutti |

| Busto Arsizio 9 dicembre 1985 12ª giornata | Pro Patria | 2 – 2 | Rhodense |  |

| Arbitro: | Nepi (Ascoli Piceno) |

|                      |           |              |
| Sala 68’ Cardaio 88’ | Marcatori | 55’ Monguzzi |

| Arbitro: | Betti (Siena) |

|                                     |           |                         |
| Labadini 43’ Bulgarani 74’ Betz 80’ | Marcatori | 13’ Dorigo 62’ Pozzobon |

| Arbitro: | Di Savino (Foggia) |

|                 |           |  |
| Franca 35’, 86’ | Marcatori |  |

| Arbitro: | Limone (Torino) |

|              |           |           |
| Labadini 89’ | Marcatori | 43’ Adami |

| Gorizia 20 gennaio 1985 17ª giornata | Gorizia            | 0 – 0 | Pro Patria | Stadio Campagnuzza\| Arbitro: \| Pegoretti (Trento) \| |
| Arbitro:                             | Pegoretti (Trento) |       |            |                                                        |

#### Girone di ritorno
| Arbitro: | Creati (Acireale) |

|  |           |                           |
|  | Marcatori | 23’ Paraluppi 34’ Capuzzo |

| Arbitro: | Baroni (Macerata) |

|             |           |  |
| Piccini 31’ | Marcatori |  |

| Arbitro: | Lasala (Roma) |

|                                       |           |                      |
| Casilli 26’ Labadini 59’ Monguzzi 84’ | Marcatori | 9’ Gallina 85’ Campi |

| Arbitro: | Bin (Torino) |

|            |           |  |
| Lomanno 3’ | Marcatori |  |

| Arbitro: | Caprini (Perugia) |

|                     |           |  |
| Labadini 27’ (rig.) | Marcatori |  |

| Busto Arsizio 10 marzo 1985 23ª giornata | Pro Patria         | 0 – 0 | Ospitaletto | Stadio Carlo Speroni\| Arbitro: \| Scalcione (Matera) \| |
| Arbitro:                                 | Scalcione (Matera) |       |             |                                                          |

| Arbitro: | Rosati (Empoli) |

|              |           |  |
| Balacich 42’ | Marcatori |  |

| Arbitro: | Copercini (Parma) |

|                                 |           |  |
| Labadini 31’, 81’ Bulgarani 89’ | Marcatori |  |

| Arbitro: | Squadrito (Catania) |

|              |           |  |
| Zambolin 76’ | Marcatori |  |

| Arbitro: | Boggi (Salerno) |

|             |           |  |
| Labadini 6’ | Marcatori |  |

| Arbitro: | Lasala (Roma) |

|            |           |  |
| Merlin 68’ | Marcatori |  |

| Arbitro: | Greco (Brindisi) |

|  |           |                            |
|  | Marcatori | 50’ Pocorobba 85’ Monguzzi |

| Arbitro: | Fiaschi (Pisa) |

|                                     |           |             |
| Casilli 4’ Pocorobba 41’ Pistis 60’ | Marcatori | 8’ Solfrini |

| Arbitro: | Alfonso (Alghero) |

|                     |           |  |
| Gava 40’ Dorigo 89’ | Marcatori |  |

| Busto Arsizio 25 gennaio 1985 32ª giornata | Pro Patria     | 0 – 0 | Pordenone | Stadio Carlo Speroni\| Arbitro: \| Piana (Modena) \| |
| Arbitro:                                   | Piana (Modena) |       |           |                                                      |

| Arbitro: | Ruffinengo (Savona) |

|                             |           |              |
| Roccatagliata 20’ Adami 61’ | Marcatori | 76’ Labadini |

| Arbitro: | Benazzoli (Bassano del Grappa) |

|                          |           |  |
| Pistis 23’ Bulgarani 75’ | Marcatori |  |

### Coppa Italia

#### Girone C
| Arbitro: | Scalise (Bologna) |

|  |           |            |
|  | Marcatori | 53’ Pistis |

| Arbitro: | Falca (Pinerolo) |

|            |           |  |
| Grandi 38’ | Marcatori |  |

| Arbitro: | Frusciante (Como) |

|             |           |                 |
| Pozzoli 74’ | Marcatori | 31’, 85’ Pistis |

| Arbitro: | Tarallo (Como) |

|                          |           |                         |
| Labadini 45’, 62’ (rig.) | Marcatori | 75’ Zubiani 89’ Ramella |

| Arbitro: | Pegoretti (Trento) |

|  |           |                                                             |
|  | Marcatori | 28’, 53’ (rig.) Labadini 85’ Monguzzi 89’ (rig.) Lenarduzzi |

| Arbitro: | De Santis (Treviso) |

|                         |           |  |
| Grandi 17’ Monguzzi 47’ | Marcatori |  |

#### Sedicesimi di finale
| Arbitro: | Tedeschi (Bologna) |

|            |           |  |
| Cusano 65’ | Marcatori |  |

| Busto Arsizio 20 febbraio 1985 Ritorno | Pro Patria          | 0 – 0 | Pro Vercelli | Stadio Carlo Speroni\| Arbitro: \| Ruffinengo (Savona) \| |
| Arbitro:                               | Ruffinengo (Savona) |       |              |                                                           |